# 代田 (豊川市)
代田（だいだ）は、愛知県豊川市中央部の一地区。住宅地と工業地が広がる市街地である。

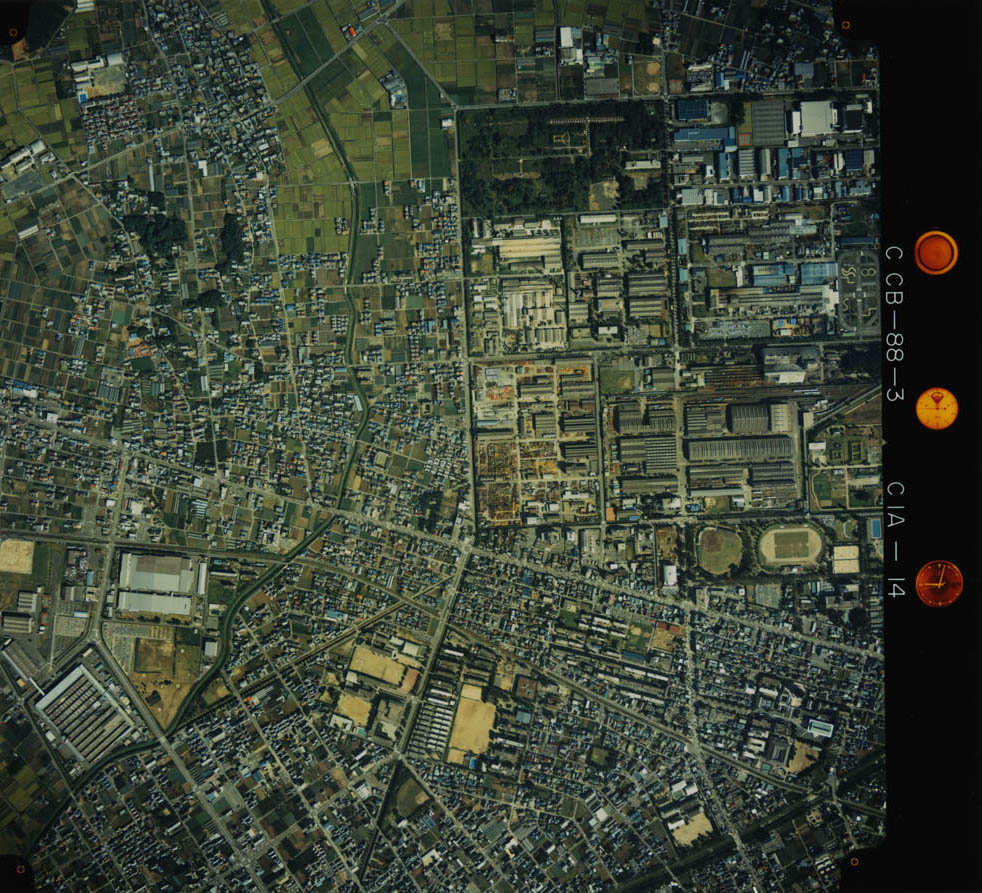
1988年（昭和63年）に撮影された愛知県豊川市代田地区上空から撮影された航空写真。

## 概要
代田は、豊川市のほぼ中央部に位置する。地勢的には豊川平野の平坦部にある。豊川市代田町・新道町を中心とする領域が代田地区とされている。
地区内を名鉄豊川線、愛知県道21号豊川新城線などが通過する。これら主要交通路に沿って住宅地が分布する。地区の北方と西方に工業地があり、北部に日本車輌製造豊川製作所、旭テック豊川事業所、トピー工業豊川製造所などが、西部に日立製作所豊川工場、スズキ豊川工場、香月堂豊川工場などが所在する。これらの工場に外国人が多数勤務しており、代田地区は豊川市内で最も多くの外国人が居住している。
地区内の主な施設には、豊川市立代田中学校、同代田小学校、豊川市立代田地区市民館などがある。